# Alexandre Palm
Alexandre Ivanovitch Palm (en russe : Александр Иванович Пальм), né en 1822 à Krasnoslobodsk dans le gouvernement de Penza et mort à Saint-Pétersbourg le 10 novembre 1885, est un écrivain, poète et dramaturge russe.

## Biographie
Il naît dans la famille d'un forestier ; sa mère est une ancienne serve dont il raconte le destin dans son livre Alexis Slobodine.
Il entre dans la carrière militaire après des études militaires à Saint-Pétersbourg. Il fait partie du régiment des chasseurs de la garde de 1842 à 1849, jusqu'au grade de lieutenant. Il est arrêté dans la nuit du 22 au 23 avril 1849 en même temps que Sergueï Dourov en tant que membre du cercle de Petrachevski. Il fait huit mois de prison en dépit du fait qu'« aucun document compromettant n'ait été trouvé chez lui » et qu'il ait fait preuve dans ses écrits d'un grand amour pour sa patrie. Il est envoyé ensuite directement dans l'armée du Caucase toujours en tant que lieutenant. Selon Fiodor Dostoïevski, il est un des rares membres du cercle à ne pas être dégradé, ni puni du bagne.
Il prend sa retraite de l'armée après la prise de Sébastopol, au grade de major. Il reçoit Dourov chez lui en 1857 à son retour d'exil.
Alexandre Palm appartient à l'école naturaliste de la littérature russe du milieu du XIXe siècle. Il a publié de courts récits, des poèmes et des pièces de théâtre.
Il est enterré à Saint-Pétersbourg.

## Source
- (ru) Cet article est partiellement ou en totalité issu de l’article de Wikipédia en russe intitulé « Пальм, Александр Иванович » (voir la liste des auteurs).